# Dying to Live (альбом Kodak Black)
Dying to Live (с англ. — «Умираю, чтобы жить») — второй студийный альбом американского рэпера Kodak Black. Он был выпущен 14 декабря 2018 года на лейбле Atlantic Records. В Dying to Live присутствуют совместные треки с Lil Pump, Juice WRLD, Трэвис Скотт и Offset.

## Отзывы
| Оценки критиков | Оценки критиков                                                          |
| Источник        | Оценка                                                                   |
| --------------- | ------------------------------------------------------------------------ |
| HotNewHipHop    | 78%                                                                      |
| NME             | 4 из 5 звёзд · 4 из 5 звёзд · 4 из 5 звёзд · 4 из 5 звёзд · 4 из 5 звёзд |

Dying to Live получил в целом положительные отзывы.

## Список композиций
| №                   | Название                                   | Автор(ы)                                                                              | Продюсер(ы)                          | Длительность |
| ------------------- | ------------------------------------------ | ------------------------------------------------------------------------------------- | ------------------------------------ | ------------ |
| 1.                  | «Testimony»                                | Билл Капри Chad Thomas                                                                | Major Nine                           | 4:00         |
| 2.                  | «This Forever»                             | Капри London Holmes Masamune Kudo Леон Томас                                          | Thomas London on da Track Rex Kudo   | 2:41         |
| 3.                  | «Identity Theft»                           | Капри Ricardo Toussaint                                                               | Rippa on the Beat Youngin' Chriso    | 2:07         |
| 4.                  | «Gnarly» (совместно с Lil Pump)            | Капри Derek Garcia Газзи Гарсия Julian Munro Sebastian Leon                           | Dyryk Diablo Kaixen                  | 3:06         |
| 5.                  | «ZEZE» (совместно с Трэвис Скотт и Offset) | Octave Жак Уэбстер Киари Сэфас David Doman Christina Gandy-Rogers J. Thomas M. Prince | D. A. Doman                          | 3:48         |
| 6.                  | «Take One»                                 | Капри Benjamin Diehl                                                                  | Ben Billions                         | 2:45         |
| 7.                  | «MoshPit» (совместно с Juice WRLD)         | Капри Christopher Gibbs Edgar Ferrera Джаред Хиггинс                                  | Natra Average SkipOnDaBeat           | 2:44         |
| 8.                  | «Transgression»                            | Капри D. Garcia Ian McKee Russell Pochop                                              | Dyryk McKee RBP                      | 2:15         |
| 9.                  | «Malcolm X.X.X.»                           | Капри Kenneth Hirsch Малкольм Икс Marti Sharron                                       | Major Nine                           | 3:15         |
| 10.                 | «Calling My Spirit»                        | Капри Jacob Dutton Joshua Luellen                                                     | Jake One Southside                   | 2:32         |
| 11.                 | «In the Flesh»                             | Капри Diehl Nick Dean Niko Varv                                                       | Ben Billions Blasian Snapz Nik Dean  | 3:08         |
| 12.                 | «Close to the Grave»                       | Капри Lester Williams                                                                 | LBeats                               | 3:41         |
| 13.                 | «From the Cradle»                          | Капри Williams                                                                        | LBeats                               | 3:11         |
| 14.                 | «If I'm Lyin, I'm Flyin»                   | Капри Diehl Harold Thomas Lee Jones                                                   | Ben Billions                         | 2:10         |
| 15.                 | «Needing Something»                        | Капри C. Thomas                                                                       | Major Nine                           | 3:12         |
| 16.                 | «Could of Been Different»                  | Капри Brett Bailey D. Garcia Munro                                                    | Beats Bailey Clips Ahoy Dyryk Kaixen | 3:12         |
| Общая длительность: | Общая длительность:                        | Общая длительность:                                                                   | Общая длительность:                  | 47:47        |

## Чарты

### Недельные чарты
| Чарты (2018-19)                        | Высшая позиция |
| -------------------------------------- | -------------- |
| Австралия (ARIA)                       | 93             |
| Бельгия/Фландрия (Ultratop)            | 99             |
| Канада (Canadian Albums Chart)         | 5              |
| Дания (Hitlisten)                      | 28             |
| Нидерланды (Album Top 100)             | 17             |
| Финляндия (Suomen virallinen lista)    | 36             |
| Франция (SNEP)                         | 146            |
| Ирландия (IRMA)                        | 93             |
| Норвегия (VG-lista)                    | 21             |
| Швеция (Sverigetopplistan)             | 39             |
| Великобритания (UK Albums Chart)       | 74             |
| США Billboard 200                      | 1              |
| США (Billboard Top R&B/Hip-Hop Albums) | 1              |

## Сертификации
| Регион | Сертификация | Продажи |
| --- | ------------ | ------- |
| США (RIAA) | Золотой      | 500 000 |
| * Данные о продажах приведены только на основе сертификации. · ^ Данные о тиражах приведены только на основе сертификации. · Данные о продажах + прослушиваниях приведены только на основе сертификации. |              |         |